# Idioctis xmas
Idioctis xmas là một loài nhện trong họ Barychelidae. Loài này phân bố ờ Đảo Giáng Sinh.